# Trophée James-Gatschene
Le trophée James-Gatschene, en anglais James Gatschene memorial trophy, est un ancien un trophée remis au joueur jugé le meilleur dans la ligue internationale de hockey par ses habiletés sur la glace et pour sa conduite exemplaire au cours de la saison régulière. Le trophée fut remis de 1947 à 2001 et le gagnant était désigné par le vote des entraîneurs-chefs de la LIH. 

## Gagnant du trophée
| Année | Gagnant                            | Équipe                                      |
| ----- | ---------------------------------- | ------------------------------------------- |
| 1947  | Herb Jones                         | Auto Club de Détroit                        |
| 1948  | Lyle Dowell                        | Bright's Goodyears de Détroit               |
| 1949  | Bob McFadden                       | Jerry Lynch de Détroit                      |
| 1950  | Dick Kowcinak                      | Sailors de Sarnia                           |
| 1951  | John McGrath                       | Mercurys de Toledo                          |
| 1952  | Ernie Dick                         | Maroons de Chatham                          |
| 1953  | Don Marshall                       | Mohawks de Cincinnati                       |
| 1954  | Aucun gagnant                      | Aucun gagnant                               |
| 1955  | Phil Goyette                       | Mohawks de Cincinnati                       |
| 1956  | George Hayes                       | Rockets de Grand Rapids                     |
| 1957  | Pierre Brillant                    | Chiefs d'Indianapolis                       |
| 1958  | Pierre Brillant                    | Chiefs d'Indianapolis                       |
| 1959  | Len Thornson                       | Komets de Fort Wayne                        |
| 1960  | Billy Reichart                     | Millers de Minneapolis                      |
| 1961  | Len Thornson                       | Komets de Fort Wayne                        |
| 1962  | Eddie Long                         | Komets de Fort Wayne                        |
| 1963  | Len Thornson                       | Komets de Fort Wayne                        |
| 1964  | Len Thornson                       | Komets de Fort Wayne                        |
| 1965  | William Chalmers                   | Blades de Toledo                            |
| 1966  | Gary Schall                        | Mohawks de Muskegon                         |
| 1967  | Len Thornson                       | Komets de Fort Wayne                        |
| 1968  | Don Westbrooke Len Thornson        | Gems de Dayton Komets de Fort Wayne         |
| 1969  | Don Westbrooke                     | Gems de Dayton                              |
| 1970  | Cliff Pennington                   | Oak Leafs de Des Moines                     |
| 1971  | Lyle Carter                        | Mohawks de Muskegon                         |
| 1972  | Len Fontaine                       | Wings de Port Huron                         |
| 1973  | Gary Ford                          | Mohawks de Muskegon                         |
| 1974  | Peter Mara                         | Capitols de Des Moines                      |
| 1975  | Gary Ford                          | Mohawks de Muskegon                         |
| 1976  | Len Fontaine                       | Flags de Port Huron                         |
| 1977  | Tom Mellor                         | Goaldiggers de Toledo                       |
| 1978  | Dan Bonar                          | Komets de Fort Wayne                        |
| 1979  | Terry McDougall                    | Komets de Fort Wayne                        |
| 1980  | Al Dumba                           | Komets de Fort Wayne                        |
| 1981  | Marcel Comeau                      | Gears de Saginaw                            |
| 1982  | Brent Jarrett                      | Wings de Kalamazoo                          |
| 1983  | Claude Noël                        | Goaldiggers de Toledo                       |
| 1984  | Darren Jensen                      | Komets de Fort Wayne                        |
| 1985  | Scott Gruhl                        | Lumberjacks de Muskegon                     |
| 1986  | Darrell May                        | Rivermen de Peoria                          |
| 1987  | Jeff Pyle Jock Callander           | Generals de Saginaw Lumberjacks de Muskegon |
| 1988  | John Cullen                        | Spirits de Flint                            |
| 1989  | Dave Michayluk                     | Lumberjacks de Muskegon                     |
| 1990  | Michel Mongeau                     | Rivermen de Peoria                          |
| 1991  | David Bruce                        | Rivermen de Peoria                          |
| 1992  | Dmitri Kvartalnov                  | Gulls de San Diego                          |
| 1993  | Tony Hrkac                         | Ice d'Indianapolis                          |
| 1994  | Rob Brown                          | Wings de Kalamazoo                          |
| 1995  | Tommy Salo                         | Grizzlies de Denver                         |
| 1996  | Stéphane Beauregard                | Spiders de San Francisco                    |
| 1997  | Frédéric Chabot                    | Aeros de Houston                            |
| 1998  | Patrice Lefebvre                   | Thunder de Las Vegas                        |
| 1999  | Brian Wiseman                      | Aeros de Houston                            |
| 2000  | Frederic Chabot Nikolai Khabibulin | Aeros de Houston Ice Dogs de Long Beach     |
| 2001  | Norm Maracle                       | Solar Bears d'Orlando                       |